# ザ・ファントム/地獄のヒーロー4
『ザ・ファントム/地獄のヒーロー4』（原題：Hero and the Terror）は、1988年のアメリカ映画。
原作はマイケル・ブロジェットの小説である。
邦題は『地獄のヒーロー4』とあるが、地獄のヒーローシリーズとは無関係である。
この映画においてノリスは多様な種類の格闘技を披露している。

## あらすじ
ダニー・オブライエン刑事は殺人鬼テラーことサイモン・ムーンを追っていた。
一度オブライエンはテラーを逮捕することに成功し、町の人びとから英雄視されるが、オブライエンはその時の悪夢に苦しめられていた。
そんな矢先、テラーが脱獄し、再び女性を殺害した。オブライエンは彼を食い止めるべく再び立ち上がった。

## キャスト
| 役名                 | 俳優                       | 日本語吹き替え |
| 役名                 | 俳優                       | フジテレビ版   |
| -------------------- | -------------------------- | -------------- |
| ダニー・オブライエン | チャック・ノリス           | 金尾哲夫       |
| ケイ                 | ブリン・セイヤー           | 種田文子       |
| ロビンソン           | スティーヴ・ジェームズ     | 大塚明夫       |
| サイモン・ムーン     | ジャック・オハローラン     | 台詞なし       |
| ドワイト             | ジェフリー・クレイマー     | 田中正彦       |
| ブロンソン市長       | ロン・オニール             | 吉水慶         |
| 劇場支配人           | マーフィ・ダン             | 稲葉実         |
| ベッツィ・ハモンド   | ヘザー・ブロジェット       |                |
| デブニー             | トニー・ディベンデット     | 大山高男       |
| ハイウォーター医師   | ビリー・ドラゴ             | 小室正幸       |
| ヴィクター           | ブランスコム・リッチモンド | 辻親八         |

- 日本語吹替 - 初放送1991年11月9日『ゴールデン洋画劇場』

翻訳：五味澤かつお  演出：蕨南勝之   調整：兼子好博   効果：佐藤良介   制作：ザック・プロモーション
その他の声の出演：西村知道、筈見純、さとうあい、星野充昭、紗ゆり、相沢恵子、有馬瑞香、金野恵子、津田英三、幹本雄之、小形満、辻つとむ

## スタッフ
- 監督：ウィリアム・タネン
- 製作：レイモンド・ワグナー
- 製作総指揮：メナヘム・ゴーラン、ヨーラム・グローブス
- 原案：マイケル・ブロジェット
- 脚本：デニス・シュリアック、マイケル・ブロジェット
- 撮影：エリック・ヴァン・ハーレン・ノーマン
- 音楽：デヴィッド・マイケル・フランク
- 編集：クリスチャン・A・ワグナー